# Resíduos sólidos urbanos
Os resíduos sólidos urbanos (RSUs), em Portugal designados por resíduos urbanos desde 2011, vulgarmente denominados como lixo, resultam de várias atividades humanas e pela sua natureza são substâncias sem utilidade nem valor económico para quem descarta. A composição varia muito, dentro dos próprios países, dependendo do poder de compra, das condições e hábitos de quem gera.
Mais precisamente, de acordo com a International Classification for Standards (ICS) nº 13.030.10, da Organização Internacional de Normalização (ISO), que no Brasil deu origem à norma NBR nº 10.004 de 2004 da Associação Brasileira de Normas Técnicas, os resíduos sólidos são aqueles, nos estados sólido e semi-sólido, que resultam de atividades de origem industrial, doméstica, hospitalar, comercial, agrícola, de serviços e de varrição, e, em alguns casos, de coleta de entulhos. Os resíduos sólidos urbanos, particularmente, correspondem a todos os tipos de resíduos sólidos gerados nas cidades e coletados pelos serviços locais.
No Brasil, a lei nº 12.305 de 2010, que institui a Política Nacional de Resíduos Sólidos (PNRS), é bastante atual e contém instrumentos importantes para permitir o avanço necessário ao País no enfrentamento dos principais problemas ambientais, sociais e econômicos decorrentes do manejo inadequado dos resíduos sólidos. Ela prevê a prevenção e a redução na geração de resíduos, tendo como proposta a prática de hábitos de consumo sustentável e um conjunto de instrumentos para propiciar o aumento da reciclagem e da reutilização dos resíduos sólidos (aquilo que tem valor econômico e pode ser reciclado ou reaproveitado) e a destinação ambientalmente adequada dos rejeitos (aquilo que não pode ser reciclado ou reutilizado).
Em Portugal a produção de resíduos urbanos é regulada pela APA - Agência Portuguesa do Ambiente. Durante a crise financeira de 2011 e nos anos subsequentes, a quantidade de resíduos urbanos reduziu-se. Contudo, a partir de 2014 voltou a aumentar, sendo de 1,5 kg por habitante e por dia, em 2018. A percentagem de recolha diferenciada (ou seletiva) é de 18% em 2018, conseguindo-se uma valorização orgância de 2,7% e uma valorização material ("reciclagem") de 10% do total de resíduos recolhidos.

## Classificação
De maneira geral, os resíduos sólidos podem ser classificados das seguintes maneiras (com alguns exemplos em seguida), que se aplicam também os resíduos sólidos urbanos:
- Matéria orgânica: Restos de comida;
- Papel e papelão: Jornais, revistas, caixas e embalagens;
- Plásticos:  Garrafas, garrafões, frascos, boiões e outras embalagens;
- Vidro:  Garrafas, frascos, copos;
- Metais:  Latas, equipamentos, utensílios;
- Outros materiais: Roupas, óleos de cozinha e óleos de motor, resíduos de eletrodomésticos.

Existem também alguns tipos de resíduos diferentes dos comumente encontrados e que são denominados tóxicos. Estes necessitam de um destino especial para que não contaminem o ambiente e os seres que nele habitam, como aerossóis vazios, pilhas, baterias, lâmpadas fluorescentes, restos de medicamentos e outros. A caracterização dos RSU podem ser realizada através de um processo chamado gravimetria.

### Geração no Brasil
Segundo estimativas mais recentes da ABRELPE estima-se que cada pessoa produza, em média, 1,1 kg de resíduo sólido por dia. Dessa forma, uma pequena cidade de apenas dez mil habitantes produziria cerca de dez toneladas de lixo diariamente.
A coleta dos resíduos urbanos pode ser indiferenciada ou seletiva. É indiferenciada quando não ocorre nenhum tipo de seleção na sua coleta e acabam rotulados como lixo comum. E é seletiva quando os resíduos são recolhidos já com os seus componentes separados de acordo com o tipo de resíduo e destino para o qual são enviados. Após a coleta, o resíduo comumente pode ser encaminhado para três lugares: um aterro sanitário, uma unidade de incineração ou uma unidade de valorização e tratamento de resíduos.
Porém muitos municípios brasileiros ainda dispõem em Lixões sem quaisquer controles ambientais. Este é o destino mais comum para o lixo de coleta Indiferenciada, pois não necessita cuidados especiais e é uma forma de esgotar rapidamente a enorme quantidade de lixo gerado pelas metrópoles e outras grandes cidades.
A incineração não é muito aplicada no Brasil para resíduos urbanos, é mais usada para tratamento de resíduos hospitalares. Nessas unidades, o lixo é queimado e passa por alguns filtros antes de ser liberado no ambiente.

### Riscos
Alguns tipos de resíduos sólidos são altamente perigosos para o meio ambiente, podendo causar a contaminação do solo no local do despejo ou até mesmo de grandes áreas caso entrem em contato com algum riacho ou até mesmo algum lençol freático. Esse tipo de material perigoso requer um sistema de coleta, classificação, tratamento e descarte adequado e rigoroso. Podemos citar como exemplos as pilhas e baterias de telefones e equipamentos eletrônicos que são formados por compostos químicos com alta capacidade de poluição e toxicidade para o solo e a água, os quais são também extremamente tóxicos aos seres humanos e animais. Esse tipo de material deve ser tratado com muita cautela durante os processos de coleta seletiva, uma vez que hoje existem postos de coleta e de depósito desses tipos de materiais, onde as pessoas podem descartá-los, para que depois possam ser coletados por empresas especializadas na sua destinação.

### Coleta

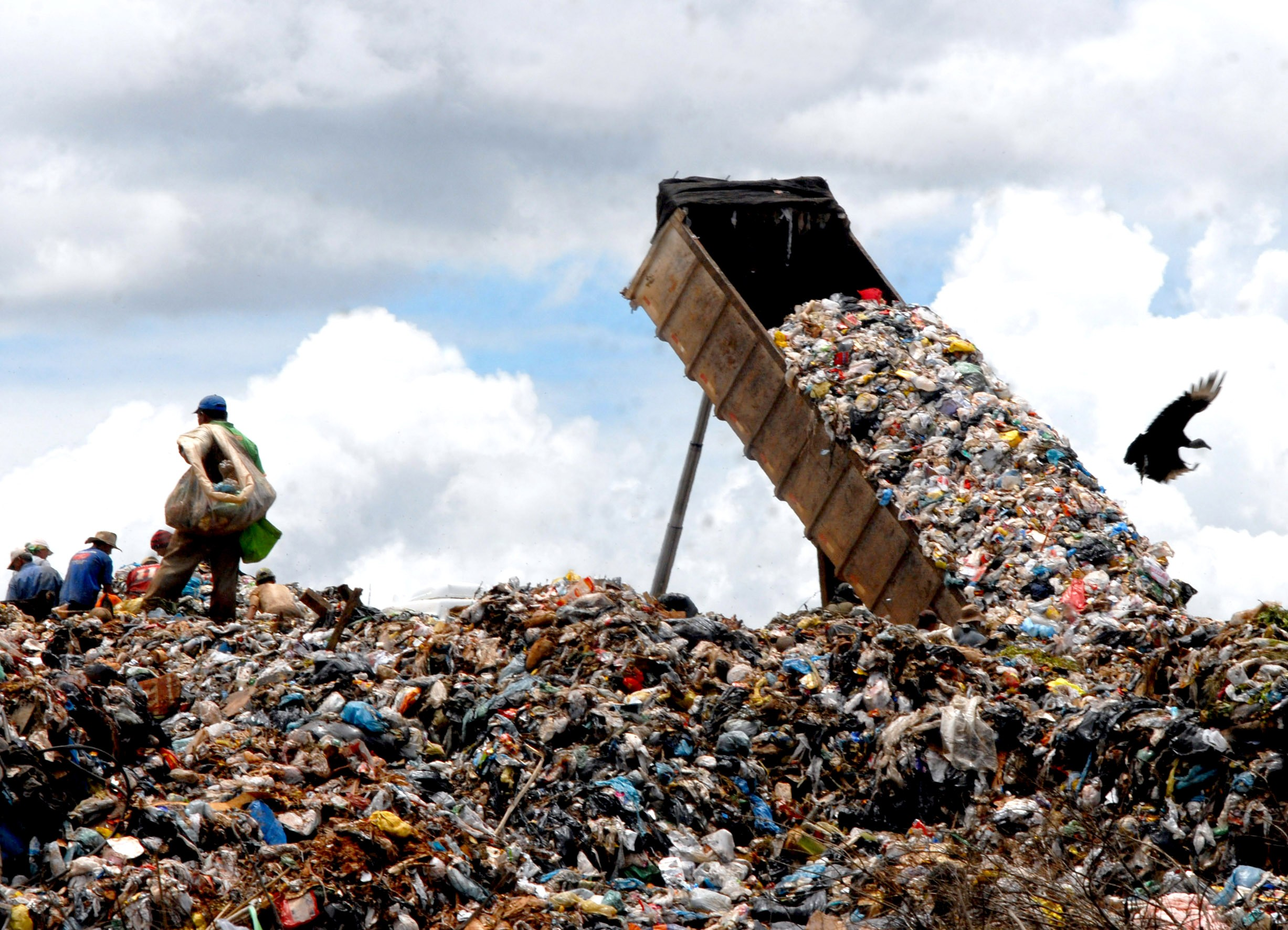
"Lixão" a céu aberto

Os resíduos sólidos urbanos podem ser coletados de forma indiferenciada ou seletiva. Indiferenciada quando não ocorre nenhum tipo de seleção durante a coleta; ou a seletiva, quando os resíduos são recolhidos e já separados de acordo com seu tipo e destinação. Após a seleção, os mesmos são enviados ao aterro sanitário, onde o material é coletado de forma indiferenciada e despejado para que se decomponha e seja absorvido pelo solo.
Ao lado, uma imagem de um "lixão" onde pode-se ver a grande quantidade variada de material despejada a céu aberto.
Existem também as unidades de reciclagem, que têm como objetivo reaproveitar os materiais que possam ser reciclados e encontrar uma nova forma de utilização desses compostos. Como forma de tratamento, existem algumas tecnologias como, o processamento mecânico, que consiste na separação manual-mecânica dos materiais recicláveis dos resíduos orgânicos. Os materiais orgânicos contêm uma série de nutrientes que podem ainda ser utilizados; após um processo de tratamento, esses compostos orgânicos poderão ser utilizados na indústria agrícola, manutenção de parques, remediação de aterros entre outras aplicações.

### Como reduzir seus resíduos?
Ao consumirmos, são produzidas muitas toneladas de resíduos orgânicos e embalagens variadas dentro das nossas casas diariamente. Com ações simples podemos ajudar muito:
- Faça a separação de materiais recicláveis com relação aos orgânicos (facilita o trabalho das unidades de reciclagem);
- Evite o desperdício de alimentos;
- Reaproveite sobras ou cascas para fazer pratos diferentes;
- Realize a compostagem doméstica;
- Descarte seus itens não orgânicos de forma consciente (busque postos de descarte ou descarte objetos velhos sem sair de casa).

A Política Nacional de Resíduos Sólidos (PNRS) coloca a responsabilidade não apenas da indústria e no comércio, mas também em quem descarta de maneira pouco ecológica seus itens, colocando a vida de outros em risco e degradando o meio ambiente.

### Destinação Correta Para o Resíduo
O destino dado ao lixo no Brasil é fator de tamanha importância que pode até mesmo levar responsáveis por uma má destinação de resíduos a pagarem multas e em alguns casos levar a penas de reclusão de até 3 anos. Segundo a Política Nacional de Resíduos Sólidos brasileira em seu artigo 3° a destinação final ambientalmente adequada é definida da seguinte forma:
Lei 12.305/2010 Art. 3° Inciso VII – destinação final ambientalmente adequada: destinação de resíduos que inclui a reutilização, a reciclagem, a compostagem, a recuperação e o aproveitamento energético ou outras destinações admitidas pelos órgãos competentes do Sisnama, do SNVS e do Suasa, entre elas a disposição final, observando normas operacionais específicas de modo a evitar danos ou riscos à saúde pública e à segurança e a minimizar os impactos ambientais adversos.
No Brasil existe uma norma específica denominada NBR10004 que trata dos critérios para a classificação dos resíduos de acordo com sua composição e características em duas classes: Classe 1, para resíduos considerados perigosos (que podem oferecer algum risco para o meio ambiente ou para o homem), e Classe 2, para resíduos não perigosos. É a partir desta classificação que se determina quais as destinações adequadas para cada tipo de resíduo.
Já quanto aos locais de destinação as normas específicas são:
- ABNT NBR 13896/97 – Aterros de resíduos não perigosos – Critérios para projeto, implantação e operação;
- ABNT NBR 10157/87 – Aterros de resíduos perigosos – Critérios para projeto, construção e operação;

Existem também normas específicas sobre incineração, reciclagem e outras formas de tratamento dos resíduos que são empregadas antes da disposição final, ou seja, os resíduos coletados passam por estas etapas e somente o que sobre delas (ou o que não pode ser mesmo aproveitado) é destinado para os aterros. Assim, consegue-se aumentar a vida útil do mesmo. Veja a seguir um pouco mais sobre os diferentes tipos de aterros:

### Aterro Controlado
O Aterro Controlado é um local onde os resíduos são descartados diretamente no solo (sem nenhuma impermeabilização), porém recebe um certo controle para minimizar seus impactos. Na maioria dos casos, eles são apenas um lixão que recebeu algumas adequações com o fim de atender a legislação vigente. A diferença entre estes e os lixões é que eles são cercados para impedir a entrada de pessoas e podem apresentar algum tipo de controle para evitar a poluição, como o monitoramento do lençol freático. Embora não sejam uma forma de destinação ideal, costumam ser aceitos pelos órgãos ambientais (isso varia de Estado para Estado) de forma temporária, enquanto o município procura outras formas de destinação. Podemos dizer, então, que os aterros controlados são uma espécie de transição entre os lixões e os aterros sanitários, mas é importante frisar que os aterros controlados são apenas uma forma de minimizar o impacto do descarte de resíduos e atender a legislação não constituindo de forma alguma um meio adequado do ponto de vista ambiental.

### Aterro Sanitário
Geralmente denomina-se de aterro sanitário o local para onde são destinados os resíduos urbanos provenientes do serviço de coleta municipal, mas ele também pode receber alguns resíduos industriais não perigosos (Classe II), podendo ser chamado também de “Aterro Classe II”. O solo do local onde será despejado o resíduo deve ser impermeabilizado e são implantadas canaletas para coleta do chorume que será enviado para uma Estação de Tratamento de Esgoto (ETE). Também é feito o monitoramento do lençol freático e das emissões atmosféricas, podendo haver a captação dos gases gerados no aterro para geração de energia.
O local de despejo dos resíduos deve ser protegido das chuvas e o resíduo, compactado e enterrado todos os dias. Geralmente é feita a triagem dos resíduos (separação dos materiais recicláveis) e apenas o que não pode mesmo ser reciclado é enviado para o aterro.

### Aterro Industrial
Possui o mesmo esquema básico do aterro sanitário, porém, para cá são enviados os resíduos provenientes das indústrias. Dependendo do tipo de resíduo eles necessitam de um pré-tratamento antes que sejam enterrados, podendo ser: estabilização, solidificação, encapsulamento ou neutralização. Você ainda poderá encontrar uma classificação para estes aterros de acordo com o tipo de resíduo que eles costumam receber: quando recebem resíduos perigosos recebem o nome de Aterro Industrial Classe I (ou somente “Aterro Classe I”), e quando recebem resíduos não perigosos são chamados de Aterro Industrial Classe IIA, para resíduos não inertes e Aterro Industrial Classe IIB para resíduos inertes. Este último pode dispensar a impermeabilização do solo, porém ainda deverá contar com um sistema completo de monitoramento.

### Biorreatores
São chamados de biorreatores os aterros onde há uma aceleração induzida do processo de decomposição dos resíduos através do controle do pH do solo, da taxa de umidade da pilha de resíduos e, consequente, o aumento da atividade bacteriana.
Outra forma de destinação de resíduos, geralmente dos industriais, é o co-processamento: uma técnica onde eles podem ser utilizados na fabricação do clínquer (croncreto) e em fornos de alta temperatura onde são reduzidos a compostos simples e cinzas.